# Simone Sarasso
Simone Sarasso (Vercelli, 23 ottobre 1978) è uno scrittore italiano.

## Biografia
Autore di vari romanzi, più volte ristampati, tra cui La Trilogia sporca dell'Italia, la saga sulla criminalità organizzata americana Cent'anni e La grande saga di Ercole, Sarasso ha insegnato dal 2011 al 2024 scrittura creativa e sceneggiatura (in italiano e in inglese) alla NABA - Nuova accademia di belle arti di Milano. Vive a Novara.

## Opere

### La Trilogia sporca dell'Italia
1. Confine di stato (Marsilio Editori, 2007)
2. Settanta (Marsilio Editori, 2009)
3. Il Paese che amo (Marsilio Editori, 2013)
4. Ljuba e lo sceicco (Marsilio Editori, 2013) racconto

### TrilogiaCent'anni
1. La cattiva strada (Marsilio Editori, 2018)
2. Sul sangue ci puoi contare (Marsilio Editori, 2018)
3. La mano del morto (Marsilio Editori, 2018)

### La grande saga di Ercole
1. Né uomo né dio (Mondadori, 2017)
2. L'abisso (Mondadori, 2018)

### Altri romanzi
- J.A.S.T. (Marsilio Editori, 2010), in collaborazione con Lorenza Ghinelli e Daniele Rudoni.
- Invictus. Costantino, l'imperatore guerriero (Biblioteca Universale Rizzoli, 2012, 2017), vincitore del premio Premio Emilio Salgari 2014
- Colosseum. Arena di sangue (Biblioteca Universale Rizzoli, 2012, 2018)
- Æneas. La nascita di un eroe (Biblioteca Universale Rizzoli, 2015, 2019)
- Da dove vengo io (Marsilio Editori, 2016)

### Altri libri
- 65 - La mia vita senza paura (Sperling & Kupfer, 2017) (scritto con Loris Capirossi - Libro vincitore del Premio Bancarella Sport 2018)
- Trail rock girls. Storie di donne, montagne e chitarre storte (Mulatero Editore, 2019)
- Alpha: Viaggio punk nel mondo dell'endurance (Sonzogno, 2021)
- Il rettangolo elettrico (Quodlibet, 2021)